# George Robinson, 1. markýz z Riponu
George Frederick Samuel Robinson, 1. markýz z Riponu (George Frederick Samuel Robinson, 1st Marquess of Ripon, 3rd Earl de Grey, 2nd Earl of Ripon, 2nd Viscount Goderich, 4th Baron Grantham) (24. října 1827, Londýn – 9. července 1909, Londýn) byl britský státník z původně měšťanského rodu z Yorku, byl vnukem ministra zahraničí 2. barona Granthama a synem premiéra 1. hraběte z Riponu. Patřil k významným politikům liberální strany, byl ministrem kolonií, námořnictva a místokrálem v Indii. Uplatnil se také jako diplomat a v roce 1871 byl povýšen na markýze z Riponu, obdržel Podvazkový řád a svou kariéru završil jako předseda Sněmovny lordů.

## Politická kariéra
Narodil se v Downing Street 10, sídle britského premiéra, jímž byl tehdy jeho otec. Matkou byla Sarah Hobart, dcera ministra války a kolonií 4. hraběte z Buckinghamshire. Nenavštěvoval žádnou školu ani univerzitu, studoval pouze soukromě. V letech 1848–1849 se zúčastnil konference v Bruselu, poté byl zvolen do Dolní sněmovnyDolní sněmovny (1852-1859), na rozdíl od otce se připojil k liberálům. Po otci zdědil titul hraběte z Riponu a vstoupil do Sněmovny lordů (1859), téhož roku po strýci Thomasovi zdědil titul hraběte de Grey, do té doby vystupoval pod jménem vikomta Godericha.
V Palmerstonově vládě byl státním podsekretářem války (1859–1861 a 1861–1863), mezitím krátce státním podsekretářem pro Indii (1861). V letech 1863–1866 byl státním sekretářem války a od roku 1863 zároveň členem Tajné rady. Ve funkci prezidenta Tajné rady (1868–1873) získal Podvazkový řád (1869) a poté byl pověřen diplomatickou misí do USA, kde uzavřel Washingtonskou smlouvu (1871), která urovnala spory mezi Spojenými státy a Kanadou. Na základě toho získal v roce 1871 titul markýze z Riponu.
V letech 1880–1884 byl generálním guvernérem a místokrálem v Indii, kde se podílel na změně legislativy v otázce zrovnoprávnění Indů a jejich účasti na státní správě. Po návratu do Anglie byl v dalších liberálních vládách prvním lordem admirality (1886) a státním sekretářem kolonií (1892–1895). Politickou kariéru završil v Campbell–Bannermanově vládě jako lord strážce tajné pečeti a předseda Sněmovny lordů (1905–1908). Po úmrtí premiéra Campbell–Bannermana a nástupu H. H. Asquitha do čela vlády rezignoval v dubnu 1908 na post předsedy Horní sněmovny, v říjnu odstoupil i z funkce lorda strážce tajné pečeti a dožil v soukromí.

## Rodina a další veřejné aktivity
Jeho sídlem byl zámek Studley Royal House v hrabství York, v tomto hrabství také zastával funkci lorda–místodržitele (1873–1906). V letech 1895–1896 byl starostou ve městě Ripon, od nějž byl odvozen rodový titul markýze. Dále byl kancléřem univerzity v Leedsu (1904–1909) a v roce 1870 obdržel čestný doktorát na univerzitě v Cambridge. Kromě toho byl již v mládí prezidentem Královské zeměpisné společnosti (1859–1860) a později také kurátorem Národní galerie. Jeho jméno nesou Riponovy vodopády na Viktoriině jezeře v Ugandě a ulice Ripon Street v Kalkatě.
Oženil se v roce 1851 se svou sestřenicí Henriettou Vyner (1833-1907) a měl s ní dvě děti. Dědicem titulů byl syn Frederick Oliver Robinson, 2. markýz z Riponu (1852–1923), který byl liberálním politikem a blízkým přítelem Eduarda VII.

## Vyznamenání
- rytíř Podvazkového řádu (Spojené království, 1869)
- Řád indické hvězdy (Spojené království, 1875)
- Řád Indické říše (Spojené království, 1880)
- komtur velkokříže Řádu polární hvězdy (Švédsko, 1899)
- rytíř Nejvyššího řádu Kristova (Vatikán, 1905)